# Nemrznoucí kapalina

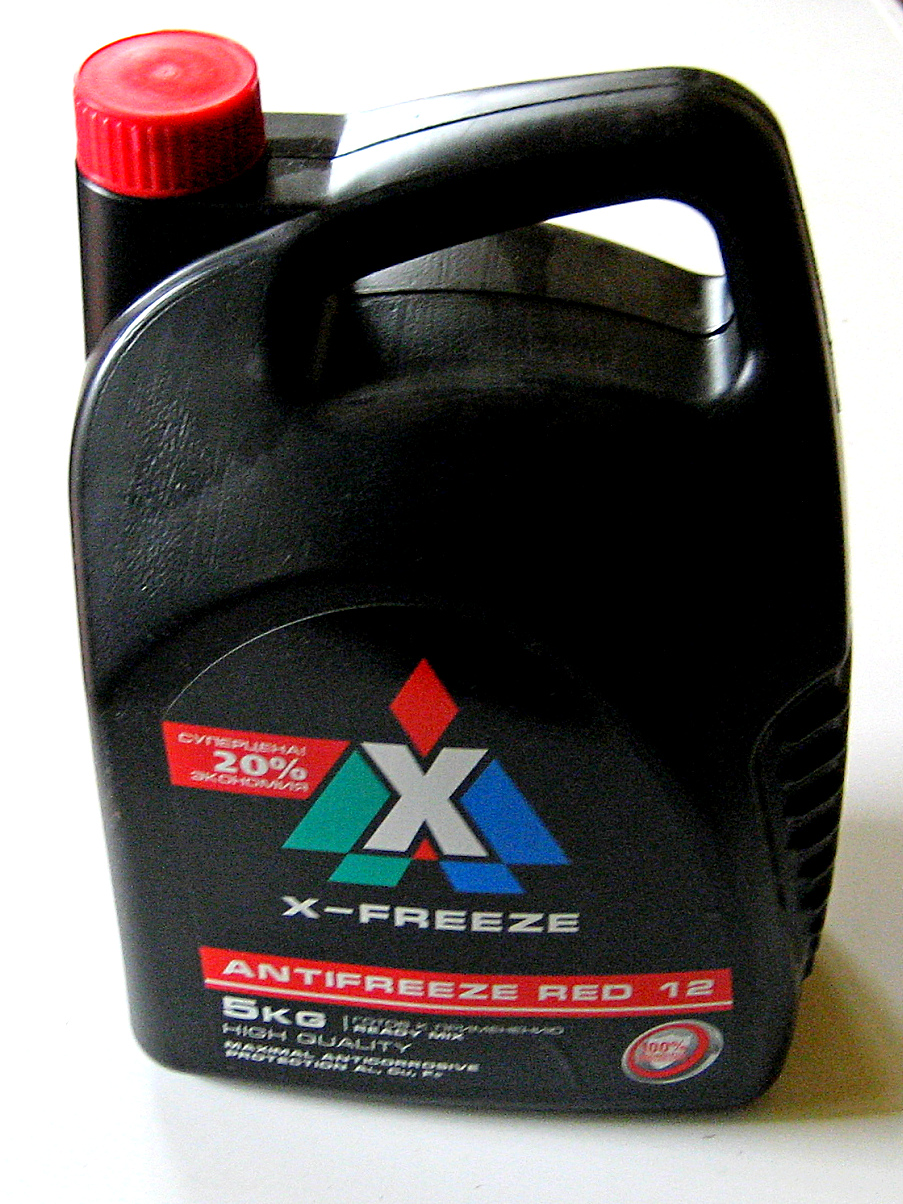
Nemrznoucí kapalina

Termínem nemrznoucí kapalina se označuje kapalná látka používaná pro chlazení spalovacích motorů a různé další aplikací s přenosem tepla, například chladicí zařízení nebo solární ohřívače vody. Účelem nemrznoucí kapaliny je ochránit tuhé uzavřené zařízení před účinky fyzikální zátěže a případnou zničující deformací následkem expanze, která nastává při tuhnutí vody v led. Většina nemrznoucích kapalin jsou chemické sloučeniny, které se přidávají do vody s cílem snížit bod tuhnutí směsi pod nejnižší teplotu, které je pravděpodobné, že bude systém vystaven. Jako o nemrznoucí kapalině lze hovořit jak o přidávané látce, tak o výsledné směsi (označované také jako nemrznoucí směs), což dovoluje srovnávání mezi nesmíšenou nemrznoucí kapalinou (aditivem) a předem namíchanou kapalinou (voda + aditivum) v běžných prodejních baleních.
Látky používané jako nemrznoucí kapalinu nemusí při smíšení s vodou jen snižovat bod tuhnutí (pro použití v zimě), ale také zvyšovat bod varu (pro použití v létě).

## Nemrznoucí kapaliny pro automobily

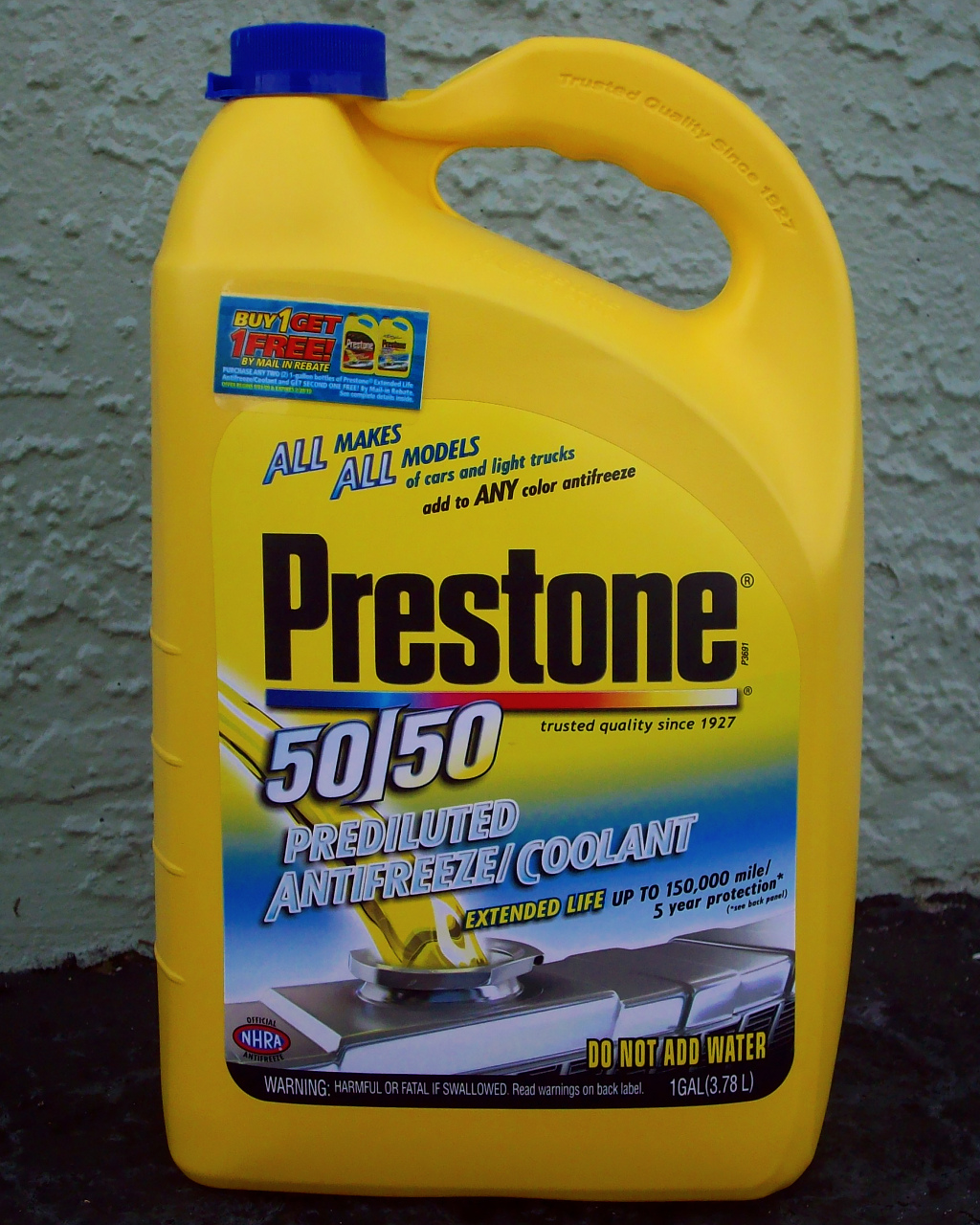
Předem naředěná nemrznoucí kapalina pro automobily

V automobilovém průmyslu se používá termín chladicí kapalina, který označuje primární funkci kapaliny při přenosu tepla. Do těchto kapalin se přidávají také inhibitory koroze, které chrání chladicí systém často obsahující elektrochemicky nekompatibilní kovy (hliník, litinu, měď, olověnou pájku apod.).
Nemrznoucí kapaliny byly vyvinuty, aby odstranily negativní vlastnosti vody použité jako chladicí kapaliny. Ve většině motorů je v bloku umístěna mrazová zátka, které má za úkol chránit motor v situaci, kdy je v chladicím systému obyčejná voda (tedy nikoli nemrznoucí kapalina) nebo pokud okolní teplota klesne pod bod tuhnutí nemrznoucí kapaliny. Pokud se chladicí kapalina přehřeje, může se začít v motoru vařit; vznikající bubliny páry mohou způsobit vážné poškození motoru. Problému pomůže zabránit tlakový chladicí systém a používání správné chladicí kapaliny.
Některé nemrznoucí kapaliny mohou bránit zamrznutí až do −87 °C.

## Používané látky

### Methanol
Methanol (methylalkohol, dřevný líh) je sloučenina se vzorcem CH3OH. Je to nejjednodušší alkohol, jedná se o lehkou, těkavou, bezbarvou, hořlavou a jedovatou kapalinu s charakteristickým zápachem, který je poněkud slabší a sladší než ethanol. Při pokojové teplotě se chová jako polární rozpouštědlo. Používá se jako nemrznoucí kapalina, rozpouštědlo, palivo a k denaturaci ethanolu. Není příliš oblíbený pro použití v průmyslu, nicméně je obsažen například v některých kapalinách do ostřikovačů, odmrazovačích a aditivech do benzinu.

### Ethylenglykol

Ethylenglykol

Roztoky ethylenglykolu jsou k dispozici od roku 1926 a prodávaly se jako „stálé nemrznoucí kapaliny“, protože vyšší bod varu poskytuje (kromě přínosu nemrznoucí kapaliny v zimě) výhodu i v letním období. V mnoha aplikacích, včetně automobilů, se stále používají. Občas dochází k otravám způsobeným požitím ethylenglykolu.

### Propylenglykol

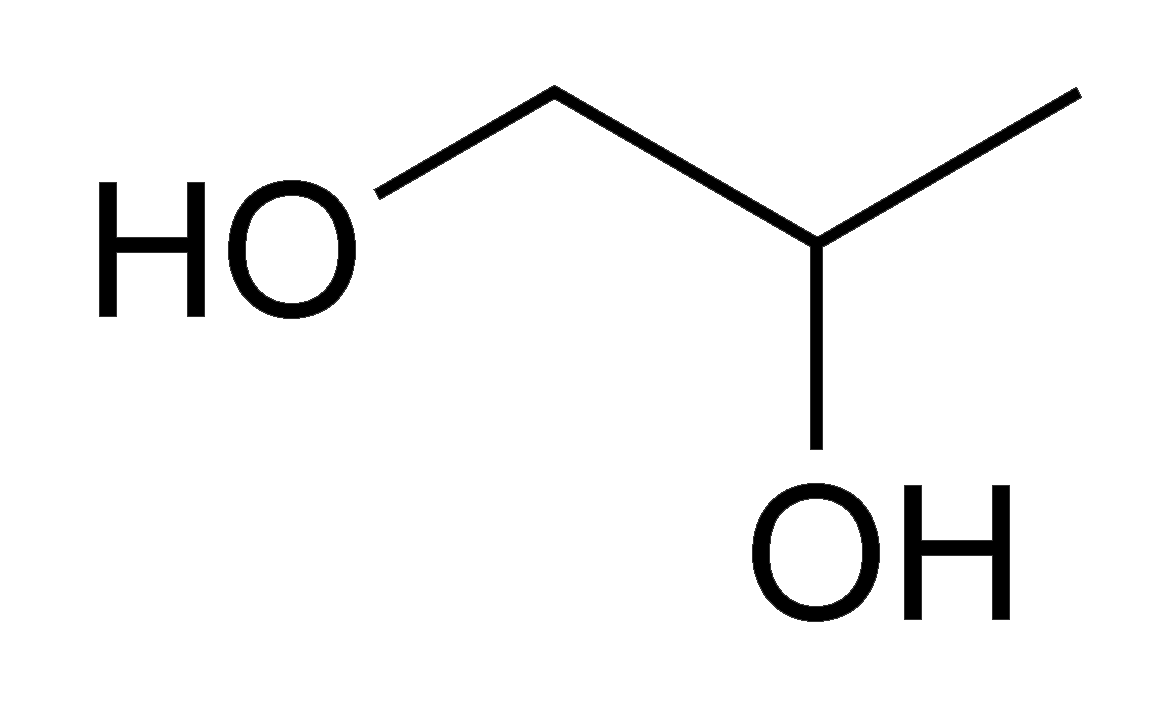
Propylenglykol

Propylenglykol je podstatně méně toxický než ethylenglykol a může být označován jako „netoxická nemrznoucí kapalina“. Používá se kromě jiného tam, kde je použití ethylenglykolu nevhodné, například v potravinářských strojích nebo v domácnostech. V USA je propylenglykol „všeobecně považován za bezpečný“ pro použití v potravinách. Ovšem nemrznoucí kapaliny založené na propylenglykolu nelze považovat za bezpečné ke konzumaci. Při náhodném požití je třeba ihned kontaktovat lékaře.
Propylenglykol na vzduchu a teple oxiduje. Vzniká při tom kyselina mléčná. Pokud se tento proces dostatečně neinhibuje, může se kapalina stát korozivní. Pro ochranu se používá například protodin.

## Další informace
Většina komerčních nemrznoucích kapalin obsahuje sloučeniny pro inhibici koroze a barvivo (obvykle zelené, červené nebo modré fluorescentní) k usnadnění identifikace. Obvykle se používá ředění 1:1 s vodou, kdy je výsledný bod tuhnutí v oblasti −35 °C až −40 °C, v závislosti na konkrétním složení. V teplejších nebo chladnějších oblastech se používá slabší nebo silnější roztok, ovšem je třeba dodržet rozsah 40 % / 60 % až 60 % / 40 % pro optimální ochranu proti korozi a zmrznutí.
Glykolové nemrznoucí směsi by se měly obecně každé dva roky měnit za čerstvé.